# Ulua
Ulua is een geslacht van straalvinnige vissen uit de familie van horsmakrelen (Carangidae). Het geslacht is voor het eerst wetenschappelijk beschreven in 1908 door Jordan & Snyder.

## Soorten
- Ulua aurochs (Ogilby, 1915)
- Ulua mentalis (Cuvier, 1833)